# Natriumselenaat
Natriumselenaat is een natriumzout met als brutoformule Na2SeO4. De stof komt voor als een wit of grijs poeder, dat zeer goed oplosbaar is in water. Natriumselenaat wordt gebruikt als dieetsupplement.